# Andrea Stift
Andrea Stift-Laube (* 16. Januar 1976 in der Südsteiermark) ist eine österreichische Schriftstellerin, Publizistin und Herausgeberin der Literaturzeitschrift Lichtungen. Sie ist außerdem seit März 2020 Bezirksgruppensprecherin der Grünen Graz Geidorf und seit Ende November 2020 Vorstandsmitglied der Grazer Grünen.

Andrea Stift-Laube (2016)

## Leben
Andrea Stift-Laube wuchs in Spielfeld auf. Sie studierte Germanistik und Sprachwissenschaft.
Die Autorin lebt in Graz und hat zwei Söhne. Die Autorin Linda Stift ist ihre Cousine.

## Publikationen
- Reben. Erzählungen. Erzählung, Klagenfurt Wien 2007.
- Klimmen. Erzählung einer WG. Roman, Klagenfurt Wien 2008.
- mit Andreas Unterweger (Hrsg.): Das Schönste Fremde ist bei Dir. Alfred Kolleritsch zum 80. Geburtstag. Graz 2011.
- Elfriede Jelinek spielt Gameboy. Kurzprosa. Edition Keiper, Graz 2012.
- Wilfert und der Schatten des Klapotetz. Ein Südsteiermark-Krimi. Edition Keiper, Graz 2013.
- mit Wolfgang Kühnelt (Hrsg.): Grazer Beislballaden. Leykam, Graz 2013.
- Auf Watte.  Erzählung, Leykam, Graz 2014.
- Franziskus unser. Literarische Positionen zum Papst.  Hrsg., Leykam 2015.
- Roh wie romantisch. Ein Reigen.  Erzählung, SuKuLTuR 2016, ISBN 978-3-95566-056-7
- Die Stierin. Roman, Kremayr & Scheriau 2017, ISBN 978-3-218-01071-9.
- Schiff oder Schornstein. Roman, Kremayr & Scheriau 2019, ISBN 978-3-218-01154-9.

## Theatertexte
- Zunge raus in „Mutterland“ gemeinsam mit 8 weiteren Autorinnen, UA: KosmosTheater 2015[2]

## Auszeichnungen
- 2003 Minna-Kautsky-Literaturpreis
- 2005 manuskripte-Literaturförderungspreis
- 2006 Literaturförderungspreis der Stadt Graz
- 2006/2007 Staatsstipendium des BMUKK
- 2007 Literaturstipendium der Stadt Graz
- 2011 Dramatikerstipendium des BMUKK
- 2012 Theodor-Körner-Preis für Literatur.[3]
- 2013 Rotahorn-Literaturpreis
- 2017 Werkzuschuss aus dem Jubiläumsfonds der Literar-Mechana
- 2017 Werkstipendium des Bundeskanzleramtes
- 2018 Projektstipendium des Bundeskanzleramtes für 2017/18